# Grevillea oldei
Grevillea oldei är en tvåhjärtbladig växtart som beskrevs av Mcgill.. Grevillea oldei ingår i släktet Grevillea och familjen Proteaceae. Inga underarter finns listade i Catalogue of Life.